# Chauliognathus basalis
Chauliognathus basalis es una especie de coleóptero de la familia Cantharidae, subfamilia Chauliognathinae y género Chauliognathus.

## Localización
Es una especie característica de Estados Unidos, estado de Kansas.